# Sigfrid Törnqvist
Anders Sigfrid Törnqvist, född den 31 december 1901 i Vasa, död den 7 januari 1968 i Helsingfors, var en finländsk statsvetare. Han var bror till Leo och Erik Törnqvist.
Törnqvist blev student vid Helsingfors universitet 1921. Han avlade politices kandidatexamen där 1924 och CGR-examen 1933. Törnqvist var lärare vid Åbo handelsinstitut 1924–1925, stadskamrerare i Hangö 1925–1929, kommunalkamrer i Esbo 1929–1931 och Finlands stadsförbunds andre sekreterare 1929–1946. Han var därjämte byråchef vid Finlands svenska landskommuners förbund 1933–1944. Törnqvist blev stadsrevisor i Helsingfors 1946. Han promoverades till politices doktor 1951. Törnqvist var Finlands svenska köpmannaförbunds sekreterare 1930–1945 samt redaktör för Kommunaltidningen 1932–1944 och för Köpmannen 1930–1945. Han var huvudlärare vid Svenska social- och kommunalhögskolan från 1943. Törnqvist var ordförande i styrelsen för Finlands svenska kontorsmannaförbund 1932–1933, i Bostadsföreningen för svenska Finland 1939–1951, i styrelsen för Rinnehemmet 1950–1960, i Centralförbundet för psykiskt efterblivnas vård 1951–1958, i direktionen för Svenska köpmannaskolan 1952 och i Samariterstiftelsens delegerade från 1956. Han var vice ordförande i styrelsen för Diakonissanstalten i Helsingfors 1946–1958. Törnqvist publicerade Ersättning för förluster under kriget (tillsammans med Håkon Holmberg, 1942) och Kommunens finansförvaltning (akademisk avhandling) 1951.